# Iglesia de Stella Maris (Málaga)
La iglesia de Stella Maris es un templo cristiano católico de la ciudad de Málaga, incoado Bien de Interés Cultural. Está situada en la Alameda Principal, en el Ensanche Centro.

## Descripción
Destinado a la Orden de los Carmelitas Descalzos, es un edificio que consta de un cuerpo, en el cual se incluyen la iglesia, el coro, las oficinas, claustro y celdas.
Es destacable la perfecta integración de los colores y materiales con el entorno circundante de la Alameda Principal.
Es obra del arquitecto José María García de Paredes.